# Deuterophlebia
Deuterophlebia là một chi duy nhất trong họ Deuterophlebiidae. Con trưởng thành có cánh hình quạt, rộng và con đực có ănten cực dài giúp chúng giao tranh trên các vùng nước chảy và chờ giao phối với con cái.
Theo một cách phân loại người ta đã xếp họ này vào cận bộ của nó Deuterophlebiomorpha, nhưng chưa được chấp nhận rộng rãi..

## Hình ảnh

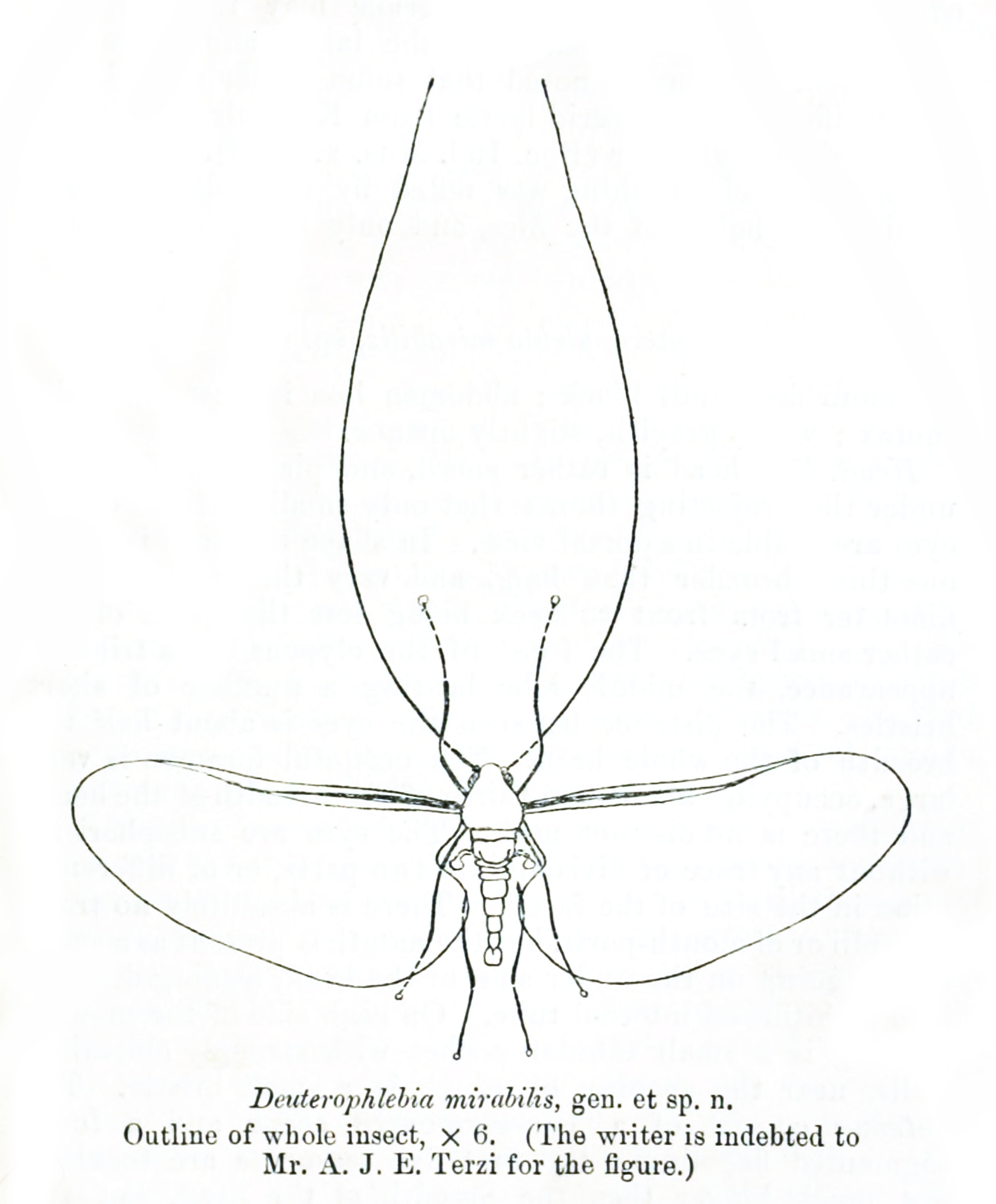